# Archidiocèse de Sherbrooke
L'archidiocèse de Sherbrooke est un archidiocèse métropolitain de l'Église catholique au Québec au Canada. Son siège épiscopal est la basilique-cathédrale Saint-Michel de Sherbrooke. Il a été érigé canoniquement le 28 août 1874 par le pape Pie IX en tant que diocèse et élevé au rang d'archidiocèse le 2 mars 1951 par Pie XII. Depuis 2011, son archevêque est Luc Cyr.

## Description
L'archidiocèse de Sherbrooke est l'une des juridictions de l'Église catholique au Québec au Canada. Son siège épiscopal est la basilique-cathédrale Saint-Michel de Sherbrooke,. Celle-ci est une basilique mineure depuis le 31 juillet 1959. Il est le métropolitain de la province ecclésiastique de Sherbrooke et a pour suffragants les diocèses de Nicolet et de Saint-Hyacinthe,. Depuis 2011, son archevêque est Luc Cyr,,,.
Le territoire de l'archidiocèse de Sherbrooke s'étend sur 8 000 km2,. Il est contigu au diocèse de Burlington du sud-ouest, au diocèse de Saint-Hyacinthe à l'ouest, au diocèse de Nicolet au nord-ouest, à l'archidiocèse de Québec au nord, au diocèse de Portland au Maine à l'est et au diocèse de Manchester. En 2024, il est divisé en 35 paroisses. En 2000, il en comptait 110.
En 2021, l'archidiocèse de Sherbrooke dessert une population de 270 300 catholiques, soit 83,2% de la population totale de son territoire, avec un total de 154 prêtres et 24 diacres permanents.
L'archidiocèse de Sherbrooke possède deux saints patrons : saint Michel fêté le 29 septembre et la bienheureuse Marie-Léonie Paradis fêtée le 4 mai. La bienheureuse Marie-Léonie Paradis a été canonisée en 2024; il faut donc maintenant indiquer saintei Marie-Léonie Paradis. Sa devise est Quis Ut Deus, ce qui signifie « Qui est comme Dieu ». Cette devise est également l'étymologie hébraïque du prénom de saint Michel.

## Histoire

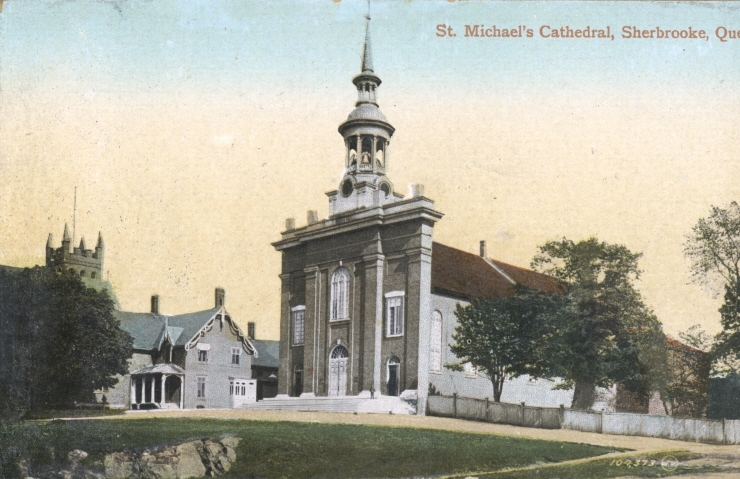
L'ancienne cathédrale Saint-Michel de Sherbrooke vers 1910

La première messe sur le territoire de l'archidiocèse de Sherbrooke a été célébrée le 1er mai 1816 par l'abbé Jean Raimbault, curé de Nicolet et missionnaire dans la région.
En 1834, l'abbé Jean-Baptiste McMahon s'établit à Sherbrooke. Le 11 septembre 1836, Mgr Joseph Signay, archevêque de Québec, effectua la première visite pastorale à Sherbrooke. Il y avait également des missionnaires à Bonsecours et à Stanstead. Le 14 janvier 1855, la première église de Sherbrooke fut bénite et placée sous la protection de saint Michel. Le 7 mars 1872, la paroisse fut érigée canoniquement.
Le diocèse de Sherbrooke a été érigé canoniquement le 28 août 1874 à partir des territoires de l'archidiocèse de Québec, du diocèse de Saint-Hyacinthe et du diocèse de Trois-Rivières,. Il était alors suffragant de l'archidiocèse de Québec. À cette époque, le territoire du nouveau diocèse comptait une population de 30 000 catholiques et incluait 32 paroisses et dessertes desservies par 29 prêtres. Le premier évêque de Sherbrooke fut Antoine Racine, nommé le 1er septembre 1874, qui demeura à cette fonction jusqu'à sa mort le 17 juillet 1893,,,,. Le 2 janvier 1875, il fonda un séminaire. Le 8 juin 1886, le diocèse de Montréal fut élevé au rang d'archidiocèse et le diocèse de Sherbrooke lui devint alors suffragant,.
En 1915, alors que Paul LaRocque était évêque du diocèse, l'évêché actuel fut construit. La même année, on construisit également la chapelle pauline, le sous-sol de la cathédrale actuelle, qui servit de cathédrale pendant plus de quatre décennies.
Le 2 mars 1951, le diocèse de Sherbrooke a été élevé au rang d'archidiocèse par le pape Pie XII,. L'évêque alors en poste, Philippe Sérvule Desranleau, en devint donc le premier archevêque le 10 mai suivant,,,,. Les diocèses de Nicolet et de Saint-Hyacinthe furent alors intégrés à la province ecclésiastique de Sherbrooke.
La cathédrale actuelle fut construite dans les années 1950 et bénite le 28 septembre 1957. Le 31 juillet 1959, elle fut reconnue comme basilique mineure,. Le 31 mai 2017, la relique de la bienheureuse Marie-Léonie Paradis, fondatrice des Petites Sœurs de la Sainte-Famille, fut apportée à la cathédrale et installée dans le transept sud.

## Ordinaires

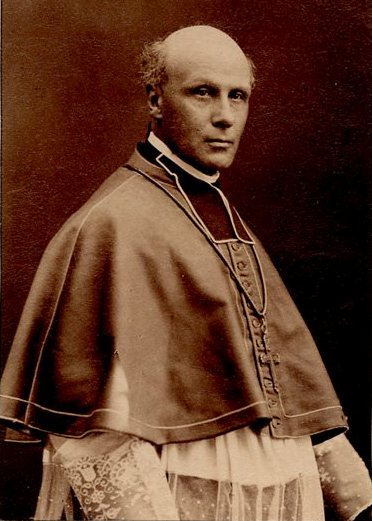
Antoine Racine, premier évêque de Sherbrooke

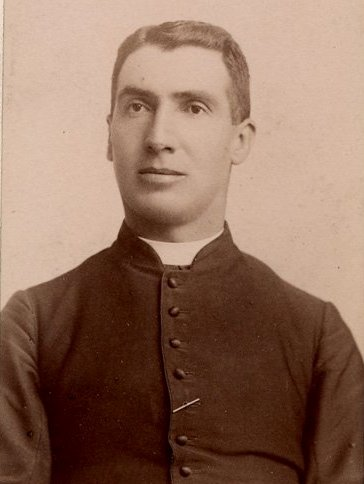
Alphonse-Osias Gagnon, évêque de Sherbrooke de 1927 à 1941

| # | Nom                             | Dates                                |
| - | ------------------------------- | ------------------------------------ |
| 1 | Antoine Racine                  | 1er septembre 1874 - 17 juillet 1893 |
| 2 | Paul-Stanislas La Rocque        | 6 octobre 1893 - 15 août 1926        |
| 3 | Alphonse-Osias Gagnon           | 23 juin 1927 - 12 février 1941       |
| 4 | Philippe Sérvule Desranleau     | 12 février 1941 - 28 mai 1952        |
| 5 | Georges Cabana                  | 28 mai 1952 - 7 février 1968         |
| 6 | Louis Joseph Jean Marie Fortier | 20 avril 1968 - 1er juillet 1996     |
| 7 | André Gaumond                   | 1er juillet 1996 - 26 juillet 2011   |
| 8 | Luc Cyr                         | Depuis le 26 juillet 2011            |

| Nom                         | Dates                              |
| --------------------------- | ---------------------------------- |
| Philippe Sérvule Desranleau | 13 décembre 1937 - 12 février 1941 |
| Georges Cabana              | 29 janvier 1952 - 28 mai 1952      |
| André Gaumond               | 16 février 1995 - 1er juillet 1996 |

| Nom                      | Dates                            |
| ------------------------ | -------------------------------- |
| Hubert-Olivier Chalifoux | 30 septembre 1914 - 17 mars 1922 |
| Alphonse-Osias Gagnon    | 23 mai 1923 - 23 juin 1927       |

## Paroisses

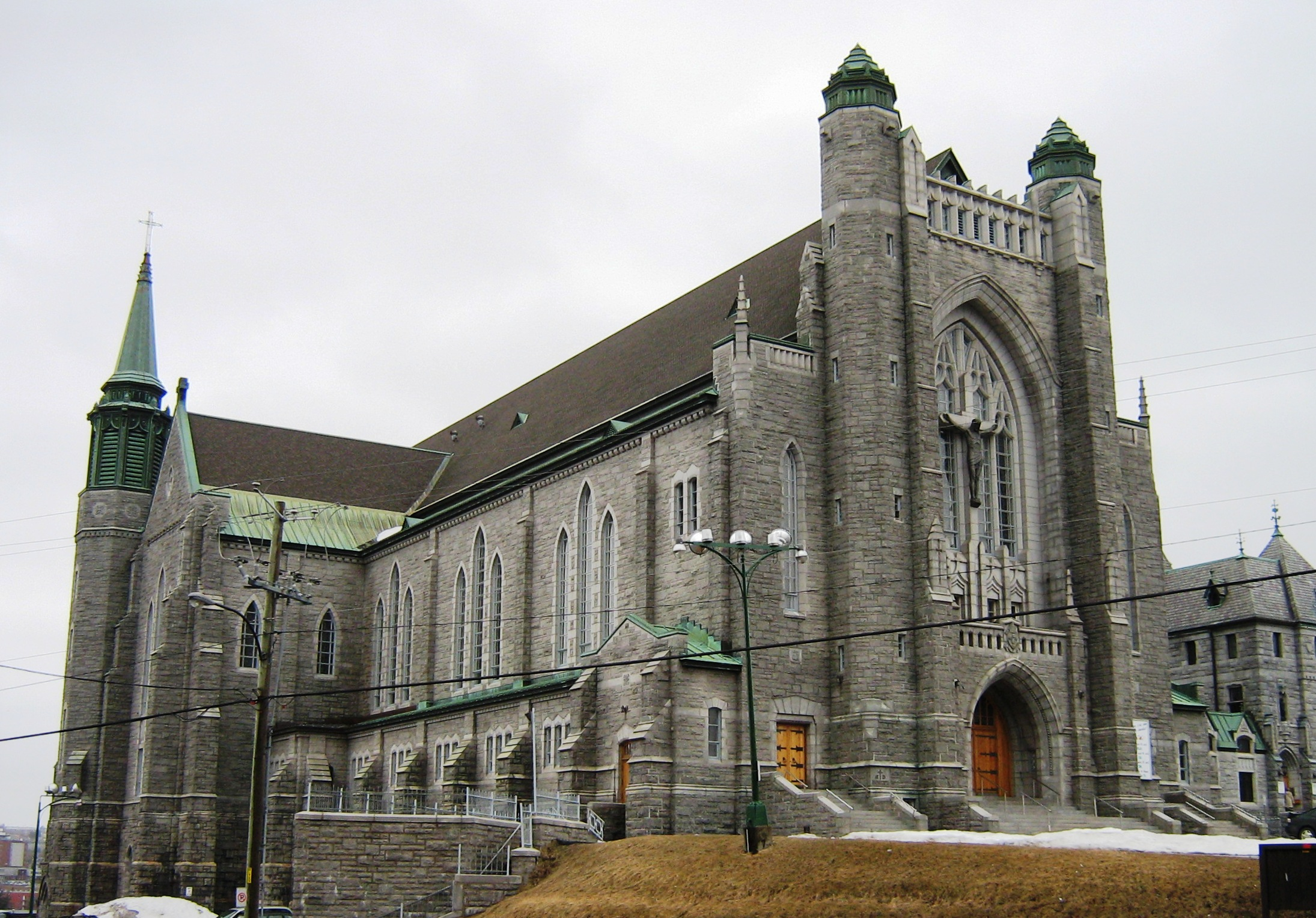
La basilique-cathédrale Saint-Michel de Sherbrooke.

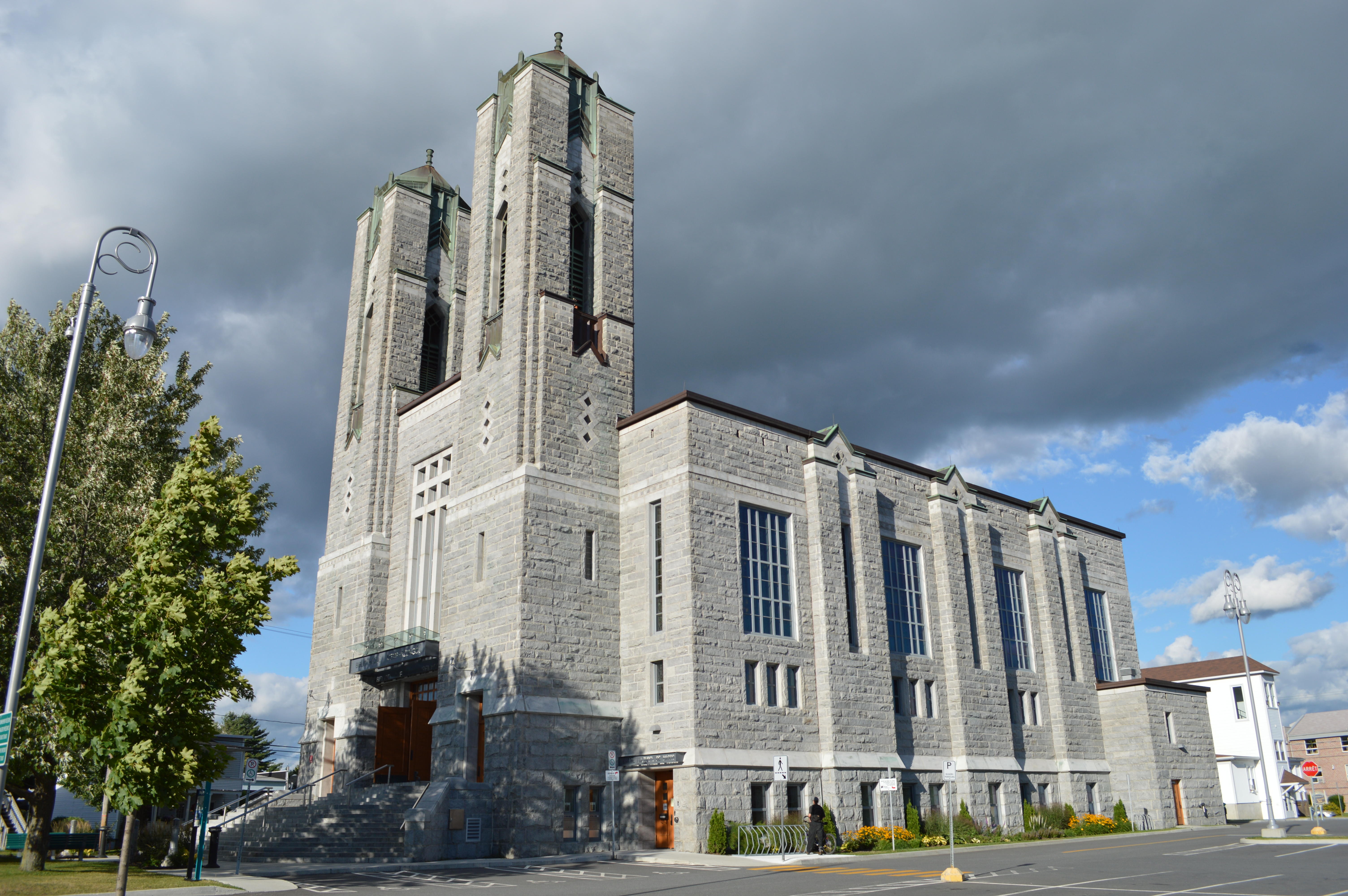
L'église Sainte-Marguerite-Marie de Magog

L'archidiocèse de Sherbrooke comprend les 35 paroisses suivantes. Notons que plusieurs paroisses ont plusieurs lieux de culte. La paroisse Bon-Pasteur, par exemple, comprend les églises Saint-Jean-Baptiste, Saint-François-d'Assise et Marie-Reine de Sherbrooke, ainsi que Saint-Philémon de Stoke.

### Dans la région deSherbrooke

#### Hors secteur
- Basilique-cathédrale Saint-Michel (Sherbrooke)
- Saint-Patrick (Sherbrooke)

#### Secteur Bellevue
- Sainte-Marie-Léonie-Paradis (Sherbrooke)
- Sainte-Marguerite-Bourgeoys (Sherbrooke)
- Saint-Paul (Sherbrooke)
- Sainte-Élisabeth (North Hatley)

#### Secteur des Nations
- Christ-Sauveur (Sherbrooke)
- Nativité-de-Jésus (Sherbrooke)
- Notre-Dame-du-Perpétuel-Secours (Sherbrooke)
- Saint-Charles-Garnier (Sherbrooke)

#### Secteur de la Montée
- Bon-Pasteur (Sherbrooke)
- Notre-Dame-de-Protection (Sherbrooke)
- Saint-Stanislas-Kostka (Ascot Corner)

### Dans la région deCoaticooket deMagog

#### Secteur Pinacle
- Notre-Dame-de-l'Unité (Compton)
- Saints-Apôtres (Coaticook)
- Sainte-Trinité (Stanstead)

#### Secteur Orford
- Notre-Dame-du-Mont-Carmel (Eastman)
- Saint-Jean-Bosco (Magog)
- Saint-Jude (Magog)
- Saint-Patrice (Magog)

### Dans la région deRichmond, deVal-des-Sources, deValcourtet deWindsor

#### Secteur des Vallées
- Sainte-Famille (Valcourt)
- Saint-François-Xavier (Saint-François-Xavier-de-Brompton)
- Saint-Philippe (Windsor)

#### Secteur des Collines
- Cœur-Immaculé-de-Marie (Val-des-Sources)
- Sainte-Bibiane (Richmond)

### Dans la région deDisraeli, deEast Anguset deLac-Mégantic

#### Secteur Mégantic
- Sainte-Agnès (Lac-Mégantic)
- Saint-Alphonse (Stornoway)
- Sainte-Cécile (Sainte-Cécile-de-Whitton)
- Saint-Hubert (Audet)
- Saint-Jean-Vianney (Frontenac)
- Saint-Joseph-des-Monts

#### Secteur Aylmer
- Saint-André-Bessette (Disraeli)
- Saint-Jean-Paul II (Weedon)

#### Des Rivières
- Saint-François-de-Laval (East Angus)
- Sainte-Marie-de-l'Incarnation (Cookshire-Eaton)

## Ordres religieux de l’archidiocèse de Sherbrooke
- Bénédictins
- Maristes
- Missionnaires Clarétains
- Missionnaires d'Afrique
- Missionnaires Mariannhill
- Salésiens de Don Bosco
- Servites de Marie
- Frères du Sacré-Cœur
- Clarisses
- Congrégation de Notre-Dame
- Filles de la Charité du Sacré-Cœur de Jésus
- Marianites de Sainte-Croix
- Missionnaires Notre-Dame des Anges
- Notre-Dame-du-Bon-Conseil
- Oblates de Béthanie
- Petites Sœurs de la Sainte-Famille
- Présentation de Marie
- Sainte-Chrétienne
- Sainte-Jeanne-D'Arc
- Sœurs Saints Noms de Jésus et Marie
- Servantes du Saint-Cœur de Marie
- Servantes du Très-Saint-Sacrement
- Servites de Marie
- Ursulines